# Boris Ulrich
Boris Ulrich (født 10. august 1931 i Zagreb, død 21. juni 1983 i Münster, Tyskland) var en kroatisk komponist, pianist og dirigent.
Ulrich hører til nyere tids mest betydende kroatiske moderne komponister inden for klassisk musik. Han studerede komposition og klaver på Musikakademiet i Zagreb. Ulrich har skrevet to symfonier, to klaverkoncerter, orkesterværker, kammermusik, balletmusik, korværker, filmmusik og stykker for klaver etc. Han var også chefproducent og radiotekniker på Kroatisk Radio.

## Udvalgte værker
- Symfoni "Vespers" (1974) - for kammergruppe og orkester
- "Folkelig" Symfoni (1980) - for orkester